# 雷峰塔 (小说)
- 關於位于杭州西湖南岸的古塔，請見「雷峰塔」。
- 關於清代玉花堂主人校订的神魔小說，請見「雷峰塔奇传」。

雷峰塔（英語：The Fall of the Pagoda）是张爱玲的一本半自传体小说，1963年在美国用英语写成，2010年4月15日由香港大学出版社出版，由赵丕慧译成中文。

## 背景
这部小说和《易经》最初是张爱玲在美国用英文写的，但未能找到出版商。在这本书中，作者描绘了20世纪20-30年代作者在天津市和上海市的童年岁月，而《易经》则围绕她在香港战时的学生时代。
张爱玲曾计划将其翻译成中文，但担心关于年轻女孩童年的故事无法刺激读者的胃口，因此计划终止。

## 内容
《雷峰塔》讲述了女孩琵琶的童年生活。她出生在一个在道德和财政方面都处于衰败中的贵族家庭。他的母亲陪同姑姑出国，父亲沉迷于鸦片，留下她和弟弟由佟干、何干、秦干等仆人照料。
她的父亲是这个前清高级官员后代家庭的家长，因为消极的生活态度，以及对鸦片上瘾，而赋闲在家。琵琶的母亲，则是先锋的新潮女性，决定与她的父亲离婚。也许由于她特殊的家庭背景，这个小女孩与同龄人有着明显的不同。她的心理年龄比实际年龄大很多。
琵琶多病的弟弟，陵，是一个男孩，在这个家庭里更为重要，因为他将是父亲榆溪的继承人。这个小男孩，受到溺爱、过度监督以及殴打，使他很虚弱，闷闷不乐。琵琶则常被忽视，有更多的自由，做她想做的事。琵琶在仆人身边长大，这些庞大的大家族处于八卦、丑闻、嫉妒和恐惧的海洋之中。他们因对金钱的需求，和贫困的恐怖而联系在一起。他们所依靠的是家族不断减少的财富，以及受损的声望，假装忠诚，并寻欢作乐。透过年幼的孩子琵琶的眼睛，看到那些成年人时常是虚伪的；甚至她的父母也是自私无情。

## 人物

### 琵琶
琵琶（Lute）是小说的主角。整个故事讲述了这个年轻女孩的童年。她和多病的弟弟一起，都由仆人照顾。与她的弟弟不同，琵琶不太受重视，但也因此有较多的自由，去做她想做的事。
她出生在上海一个衰落的贵族家庭。在她周围，矛盾和反常现象在琵琶的家里，都是正常的。琵琶长大后留心观察身边的成年人。这个庞大的大家族，和无处不在的仆人，都处于八卦、丑闻、嫉妒和恐惧的海洋中。这是一个沉浸在腐朽的宏伟，以及令人陶醉的鸦片气味之中的家庭。对琵琶来说，这个家庭就像一座囚禁她的宝塔，她一生都在逃离，尽管并不情愿。
她很难完全放弃和停止对家族的回忆。人们大多认为父亲对琵琶的伤害更大。但在这部小说中，你可能会发现真相，她的母亲是真正伤害到琵琶的那个人。正如琵琶对露（她的母亲，而不是父亲）说的："他从来没有伤害过我，因为我从未爱他"。

### 陵
陵（Hill）, 琵琶的弟弟,体弱多病，被他的继母感染了结核病。作为家里唯一的男孩，他将是他父亲的接班人。与他的姐姐相比，这个男孩被虐待、过度监督和殴打，使他虚弱且不合群。大多数时候，他对周围的一切保持沉默，没有人了解他，甚至是朝夕相处的唯一的姐姐。陵死于父母的疏忽，年仅17岁。他的死对琵琶似乎是个秘密，她永远也找不到答案。

### 露
露（Dew）, 琵琶和陵的母亲，是一个思想开放的女人，在 充满封建意识形态的旧时代，她有勇气与丈夫离婚。但她也自私和残忍地放弃她年幼的一对儿女。由于家庭关系不正常，年轻的琵琶总是不信任她周围的世界。露成为伤害琵琶最大的人。总体而言，她不是一个合格的母亲。

### 榆溪
榆溪（Yuxi）是这个贵族家庭的主人。他沉迷于放荡，与妻子露，琵琶和陵的母亲离婚。通常，由于鸦片成瘾，他没有足够的时间与孩子相处。

### 仆人
这个贵族家庭里有很多仆人，如佟干、秦干、何干等。以何干为例，她抚养了榆溪的母亲、榆溪和榆溪的女儿琵琶。但最后，何干被赶出了她几乎一生所服务的家庭。这是仆人的命运。在旧时代，他们总是处于一种无能为力的地位，遭受压迫和奴役。

## 作者
张爱玲，本名张瑛，生活在中国的过渡时期。她出身豪门，祖父张佩纶是一位著名的清朝政治家；祖母李鞠耦是清朝大臣李鸿章的大女儿。张爱玲现在被公认为中国现代最伟大的作家之一，虽然由于她的第一任丈夫胡兰成，她曾经从中国大陆官方历史中被完全抹去。在第二次世界大战期间日本占领下的上海，她是最受欢迎的作家，她的英语和中文故事侧重于人类的弱点，而不是民族主义宣传。战后，她遭到其他作家的抵制，处于文学的边缘。
在中国现代文学史上，张爱玲是一位多产的杰出作家，她将艺术与生活完美地结合在一起，创作了一大批优秀的文学作品。她的小说、戏剧、散文和文学评论，如《色，戒》、《金锁记》、《倾城之恋》、《半生缘》和《雷峰塔》，帮助她赢得了声誉，为她建立了一个独特的艺术殿堂。